# Марк Аврелий Котта
Марк Авре́лий Ко́тта (лат. Marcus Aurelius Cotta; умер после 67 года до н. э.) — римский военачальник и политический деятель из плебейского рода Аврелиев, консул 74 года до н. э. Участвовал в Третьей Митридатовой войне.

## Происхождение
Марк Аврелий принадлежал к влиятельному плебейскому роду Аврелиев, представитель которого впервые достиг консульства в 252 году до н. э. Согласно Капитолийским фастам, у отца Марка был тот же преномен; больше о Марке-старшем ничего неизвестно. Э. Бэдиан предположил, что этот нобиль мог быть младшим сыном Луция Аврелия Котты, консула 144 года до н. э., но тут же уточнил, что «мы не можем определить точное положение отца на генеалогическом древе».
Матерью Марка Аврелия была сестра Публия Рутилия Руфа, консула 105 года до н. э., «нового человека», близкого к могущественному семейству Метеллов. У Марка было двое братьев — Гай, консул 75 года до н. э., и Луций, консул 65 года до н. э. Существует гипотеза, что его сестрой была Аврелия, мать Гая Юлия Цезаря, но происхождение этой матроны в любом случае неизвестно, за исключением самого факта какого-то родства с братьями Коттами.

## Биография
Возможно, Марк Аврелий впервые появляется в источниках в связи с событиями 80 года до н. э. У Плутарха упоминается некий Котта, обладавший тогда полномочиями пропретора в Испании и разбитый в морском сражении при Меларии марианцем Квинтом Серторием, который переправился на Пиренейский полуостров из Мавретании. Это мог быть Марк Аврелий или его брат Гай. В любом случае Марк Аврелий должен был занимать должность претора не позже 77 года до н. э.: это следует из даты его консулата и требований закона Корнелия, установившего минимальные интервалы между магистратурами.
В 74 году до н. э. Котта стал консулом совместно с Луцием Лицинием Лукуллом. В начале его консульского года сенат получил письмо от Гнея Помпея Великого, воевавшего в это время с Серторием в Испании. В этом письме Помпей требовал денег, угрожая, что, если ничего не получит, приведёт армию в Италию. Котта и Лукулл постарались снабдить его всем необходимым, поскольку боялись, что, появившись в Риме, Помпей получит командование в начинавшейся в это время Третьей Митридатовой войне.
Воевать с Понтом отправились оба консула. Лукулл получил командование на суше, а Марк Аврелий «после долгих и настоятельных просьб в сенате» возглавил флот, с которым должен был защищать от врага побережье Вифинии. Он раньше своего коллеги прибыл на театр военных действий и у города Халкедон атаковал врага, рассчитывая получить всю славу. Но римляне потерпели полное поражение, потеряв около 70 кораблей и четыре тысячи пехотинцев; после этого Котта оказался осаждён в Халкедоне. Согласно Плутарху, солдаты Лукулла, «досадовавшие, что Котта своим безрассудством не только навлёк злую погибель на себя и своих подначальных, но и для них становится помехой», призывали своего командующего бросить осаждённых на произвол судьбы и идти вглубь Понтийского царства, но тот их не послушал и двинулся на помощь коллеге. В результате Митридату пришлось отступить от Халкедона.
В следующем году Марк Аврелий оставался в Вифинии с полномочиями проконсула. Совместно с легатом Лукулла Воконием он осадил Никомедию, где находился Митридат. Но ему не удалось загладить позор халкедонского поражения: осада велась вяло, царь смог покинуть город, а на пути в Понт ввёл гарнизон в Гераклею Понтийскую. После этого Лукулл двинулся вглубь Малой Азии, а Котта осадил Гераклею. Первый штурм закончился неудачей, и римляне перешли к тактике измора. Правда, полную блокаду города со стороны моря удалось установить только в 71 году до н. э., когда к Котте присоединилась эскадра под командованием Гая Валерия Триария. К весне 70 года до н. э. положение Гераклеи стало безнадёжным, и тогда её защитники открыли ворота людям Триария. Воины Котты, узнав, что уже началось разграбление города, готовы были напасть на воинов Триария, ставших их конкурентами; двум военачальникам стоило большого труда предотвратить междоусобную битву. Марк Аврелий приказал Триарию преследовать часть гераклейского гарнизона, ушедшую из города накануне его падения, а сам дочиста разграбил и сжёг Гераклею.
Одержав эту победу, Котта отправил свои войска к Лукуллу, а сам морем отправился в Рим. Большая часть захваченной им добычи погибла во время шторма; тем не менее, известно, что Марк Аврелий очень обогатился в Вифинии. Он уволил своего квестора Публия Оппия за взяточничество, но в Риме сам был привлечён к суду Гаем Папирием Карбоном по обвинению в присвоении добычи. В 67 году до н. э. Котте был вынесен обвинительный приговор; в результате Марк Аврелий потерял место в сенате.

## Потомки
У Марка Аврелия был сын, который, чтобы отомстить за отца, привлёк Карбона к суду и добился обвинительного приговора.